# Veronika Franz
Veronika Franz (Vienna, 1965) è una sceneggiatrice e regista austriaca.

## Biografia
Franz ha studiato filosofia e ha lavorato come critica cinematografica per il quotidiano Kurier.
Nel 1996 ha iniziato a collaborare con Ulrich Seidl come assistente alla regia, lavorando nei suoi documentari Bilder einer Ausstellung (1996) e Der Busenfreund (1997). A partire dal 1998 ha iniziato a collaborare con Seidl anche in qualità di co-sceneggiatrice, lavorando in quasi tutti i suoi film: Spass ohne Grenzen (1998), Canicola (2001), Jesus, Du weisst (2003), Import/Export (2007),  la trilogia Paradies (2012-2013), Im Keller (2014) e Safari (2016). Nel 2003 hanno fondato assieme la casa di produzione cinematografica Ulrich Seidl Filmproduktion.
Nel 2012 ha co-diretto, insieme a Severin Fiala, il film documentario Kern, riguardante l'attore e regista austriaco Peter Kern. Nel 2014 ha sceneggiato e diretto, sempre insieme a Fiala, il suo primo lungometraggio non documentaristico, l'horror Goodnight Mommy. Il film è stato presentato in anteprima alla 71ª Mostra internazionale d'arte cinematografica di Venezia; in seguito è stato mostrato in numerosi festival cinematografici internazionali e ha vinto diversi primi, tra cui il Méliès d'oro da parte della European Fantastic Film Festivals Federation, il Wiener Filmpreis alla Viennale e i premi al miglior film e alla miglior regia agli Österreichischer Filmpreis.
Nel 2019 è stato presentato in anteprima al Sundance Film Festival il film The Lodge diretto da Franz e Fiala e scritto dai due insieme a Sergio Casci. Poco dopo la casa di distribuzione Neon ha acquisito i diritti di distribuzione del film, facendolo uscire nelle sale nel febbraio del 2020.
L'anno seguente ha fatto parte della giuria del concorso principale della 77ª Mostra internazionale d'arte cinematografica di Venezia.

### Vita privata
Franz è sposata con Ulrich Seidl, dal quale ha avuto due figli.

## Filmografia

### Sceneggiatrice
- Spass ohne Grenzen, regia di Ulrich Seidl (1998)[5]
- Canicola (Hundstage), regia di Ulrich Seidl (2001)
- Jesus, Du weisst, regia di Ulrich Seidl (2003)
- Import/Export, regia di Ulrich Seidl (2007)
- Kern, regia di Veronika Franz e Severin Fiala (2012)
- Paradise: Love (Paradies: Liebe), regia di Ulrich Seidl (2012)
- Paradise: Faith (Paradies: Glaube), regia di Ulrich Seidl (2012)
- Paradise: Hope (Paradies: Hoffnung), regia di Ulrich Seidl (2013)
- Im Keller, regia di Ulrich Seidl (2014)
- Goodnight Mommy (Ich seh, Ich seh), regia di Veronika Franz e Severin Fiala (2014)
- Safari, regia di Ulrich Seidl (2016)
- The Field Guide to Evil - segmento Die Trud, regia di Veronika Franz e Severin Fiala (2018)
- The Lodge, regia di Veronika Franz e Severin Fiala (2019)
- Rimini, regia di Ulrich Seidl (2022)
- Des Teufels Bad, regia di Veronika Franz e Severin Fiala (2024)

### Regista
- Kern, co-diretto con Severin Fiala (2012)
- Goodnight Mommy (Ich seh, Ich seh), co-diretto con Severin Fiala (2014)
- The Field Guide to Evil - segmento Die Trud, co-diretto con Severin Fiala (2018)
- The Lodge, co-diretto con Severin Fiala (2019)
- Des Teufels Bad, co-diretto con Severin Fiala (2024)

### Assistente alla regia
- Bilder einer Ausstellung, regia di Ulrich Seidl - film TV (1996)[3]
- Der Busenfreund, regia di Ulrich Seidl - film TV (1997)
- Spass ohne Grenzen, regia di Ulrich Seidl - film TV (1998)
- Canicola (Hundstage), regia di Ulrich Seidl (2001)
- Jesus, Du weisst, regia di Ulrich Seidl (2003)

## Riconoscimenti
- 2012 – Chicago International Film Festival[17]
  - Candidatura al miglior documentario, per Kern
- 2013 – Österreichischer Filmpreis[18]
  - Candidatura alla miglior sceneggiatura, per Paradise: Love
- 2015 – European Film Awards[19]
  - Candidatura al Prix Fassbinder alla miglior rivelazione, per Goodnight Mommy
- 2015 – Diagonale[20]
  - Großer Diagonale-Preis al miglior film, per Goodnight Mommy
- 2015 – Viennale[10]
  - Wiener Filmpreis, per Goodnight Mommy
- 2015 – European Fantastic Film Festivals Federation[9]
  - Méliès d'oro, per Goodnight Mommy
- 2016 – Österreichischer Filmpreis[11]
  - Miglior film, per Goodnight Mommy
  - Miglior regia, per Goodnight Mommy
- 2016 – Saturn Award[21]
  - Candidatura al miglior film internazionale, per Goodnight Mommy
- 2016 – Satellite Award[22]
  - Candidatura al miglior film in lingua straniera, per Goodnight Mommy
- 2016 – Critics' Choice Awards[23]
  - Candidatura al miglior film straniero, per Goodnight Mommy